# Iakovlivka, Bilohirsk
Iakovlivka (în ucraineană Яковлівка) este un sat în comuna Zelenohirske din raionul Bilohirsk, Republica Autonomă Crimeea, Ucraina.

## Demografie
Componența lingvistică a localității Iakovlivka
     Tătară crimeeană (53,7%)
     Rusă (31,48%)
     Ucraineană (3,7%)
     Belarusă (3,7%)
Conform recensământului din 2001, majoritatea populației localității Iakovlivka era vorbitoare de tătară crimeeană (53,7%), existând în minoritate și vorbitori de rusă (31,48%), ucraineană (3,7%) și belarusă (3,7%).